# جيش إفريقيا (فرنسا)
جيش أفريقيا (بالفرنسية: Armée d’Afrique) هو مصطلح غير رسمي ولكنه شائع الاستخدام لتلك الوحدات من الجيش الفرنسي المجندين أو المتمركزين عادة في شمال إفريقيا الفرنسية (المغرب والجزائر وتونس) من عام 1830 حتى نهاية ثورة التحرير الجزائرية في عام 1962.

## التكوين

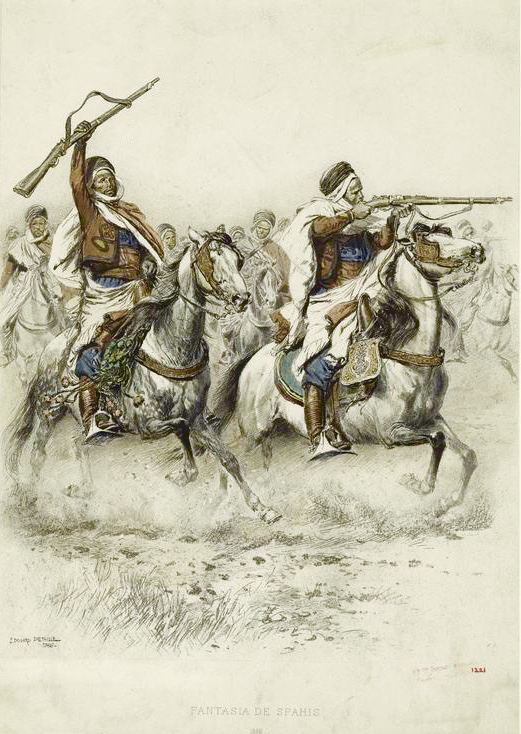
صبايحية جزائريين من جيش أفريقيا سنة 1886

ضم جيش أفريقيا متطوعين من السكان الأصليين من العرب أو الأمازيغ. (الصبايحية، القومي والتيرايلور)؛ تتكون الأفواج إلى حد كبير من مستوطنين فرنسيين (الأقدام السوداء) يؤدون خدمتهم العسكرية (الزواف ومطاردون أفريقيا)؛ والمتطوعين غير الفرنسيين (الفيلق الأجنبي الفرنسي). لم تكن الانقسامات مطلقة و(على سبيل المثال) قد يختار المتطوعون أو المجندون من البر الرئيسي لفرنسا الخدمة مع رتب المسلمين والصبايحية والتيرايلور، بينما قد يظهر المتطوعون العرب بين صفوف الزواف. قبل الحرب العالمية الأولى، تم تجنيد كتيبة واحدة من كل من أفواج الزواف الأربعة الموجودة آنذاك في فرنسا. كانت قواعد هذه الكتائب توفر بذلك إطارًا يمكن توسيعه في حالة التعبئة العامة، والتي كانت موجودة فعليًا بالقرب من التهديد الجغرافي لألمانيا.
في مايو 1913 تم تطبيق شكل محدود من التجنيد الانتقائي على السكان المسلمين في الجزائر. تم الحصول على 2000 مجند فقط سنويًا بهذه الطريقة من بين ما يقرب من 45000 مرشح محتمل، وظل تجنيد المسلمين في الغالب طوعًا في وقت السلم. كما هو الحال في فرنسا نفسها، كانت الخدمة العسكرية التزامًا بالمواطنة وكان على جميع المستوطنين الذكور الذين يتمتعون بلياقة بدنية من أصل فرنسي أداء عامين من الخدمة الإجبارية (ثلاث سنوات من عام 1913).
كان ضباط جميع فروع جيش إفريقيا في الغالب من الأوروبيين الفرنسيين، على الرغم من أن عددًا معينًا من المناصب التي تم تكليفها حتى رتبة نقيب كانت مخصصة للأفراد المسلمين في الصبايحية والتيرايلور. في عام 1932، تم تحديد نسبة الضباط الأصليين عند تسعة من إجمالي 67 في كل من هذه الأفواج.
في عام 1956، أثناء ثورة التحرير الجزائرية، تم تبني سياسة جديدة لزيادة التكامل العرقي في الوحدات المتبقية من جيش إفريقيا القديم. كان من المقرر أن تتكون أفواج تيرايلور الجزائرية من حوالي 50٪ «فرنسيين من أصول شمال أفريقية» (أي العرب والبربر المسلمون) وعدد مماثل من المتطوعين والمجندين الفرنسيين، ومعظمهم من مجتمع المستوطنين الأوروبيين. في الوقت نفسه، تم دمج جنود مسلمين إضافيين في وحدات كانت معظمها أوروبية مثل الزواف، حتى شكلوا ما يصل إلى 25 ٪ من المجموع. التوترات المتزايدة داخل الوحدات المختلطة مع استمرار الحرب، بالإضافة إلى التهديد بالانتفام من جبهة التحرير الوطني الجزائرية المتمردة ضد المتطوعين المسلمين، ألغى إلى حد كبير محاولة الإصلاح هذه.

## الوضع الرسمي
كان جيش أفريقيا رسميًا جزءًا من جيش العاصمة الفرنسي يتألف من فيلق جيش منفصل. وتجدر الإشارة إلى أنه في عام 1873، تم استخدام مصطلح جيش أفريقيا للإشارة إلى قوات الفيلق التاسع عشر للجيش (بالفرنسية: 19e corps d'armée). كان واحدًا من 21 فيلقًا بالجيش في جيش العاصمة تم تشكيلها في عام 1870. كان الفيلق الوحيد الذي لا يغطي منطقته العسكرية البر الرئيسي لفرنسا. على هذا النحو كانت منفصلة عن القوات الاستعمارية الفرنسية التي كانت تحت إشراف وزارة البحرية وتتألف من وحدات فرنسية وأصلية تخدم في إفريقيا جنوب الصحراء وأماكن أخرى في الإمبراطورية الاستعمارية الفرنسية.

## المشاة الأفريقية الخفيفة

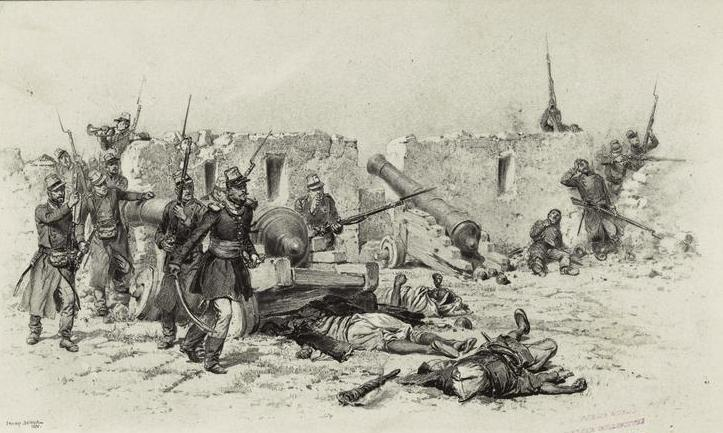
رسم توضيحي لقوات المشاة الأفريقية الخفيفة وهي تقتحم حصنًا في عام 1833

كانت كتائب المشاة الأفريقية الخفيفة (بالفرنسية: Bataillons d'Infanterie Légère d'Afrique) عبارة عن وحدات عقابية مكونة من مجرمين عسكريين مدانين من جميع فروع الجيش الفرنسي، والذين أنهوا مدة عقوبتهم في السجون العسكرية ولكن كان لا يزال لديهم وقت للخدمة قبل انتهاء فترة ارتباطهم. تقرّر عدم إعادتهم إلى وحداتهم الأصلية حيث قد يقوضون الانضباط أو يعاملوا زملائهم الجنود بوحشية.
نشأت أول كتيبتين من المشاة الأفريقية الخفيفة في عام 1832 للخدمة في الجزائر. ومن المفارقات أن هذه الوحدات المعروفة باسم (les Joyeux) (أي «المرحون») تُستخدم عمومًا للطرق وأعمال البناء الأخرى في ظل نظام صارم. ومع ذلك فقد تم استخدامها للخدمة القتالية عندما تطلبت الظروف في أفريقيا والهند الصينية وفرنسا نفسها خلال الحرب العالمية الأولى. تم إرسال ثلاث كتائب إلى فرنسا عند اندلاع الحرب العالمية الثانية للعمل على التحصينات، وأُعيد تسليحها في أبريل 1940 وشهدت الخدمة الفعلية قبل سقوط فرنسا.
تم انتداب ضباط من المشاة الأفريقية الخفيفة من أفواج أخرى وكذلك بعض ضباط الصف. ومع ذلك، كان العديد من ضباط الصف من (Joyeux) السابقين الذين اختاروا البقاء مع هذه الوحدات غير العادية وممارسة السلطة، بعد أن أكملوا شروط خدمتهم الأصلية.

## قوات الصحراء
تم الحفاظ على سرية فرسان المهاري (بالفرنسية: Compagnies méharistes sahariennes) في الصحراء. قدم الفيلق الأجنبي مفارز على متن البغال للخدمة في جنوب الجزائر، ومن عام 1940 إلى عام 1962، قدم أربعة من الكومباني الصحراوية.
بالإضافة إلى ما سبق، تم إرسال وحدات أو أفراد من الجيش الفرنسي في بعض الأحيان للخدمة في شمال إفريقيا، وكذلك مفارز من الدرك والكتائب السنغالية.

## الحرب العالمية الأولى

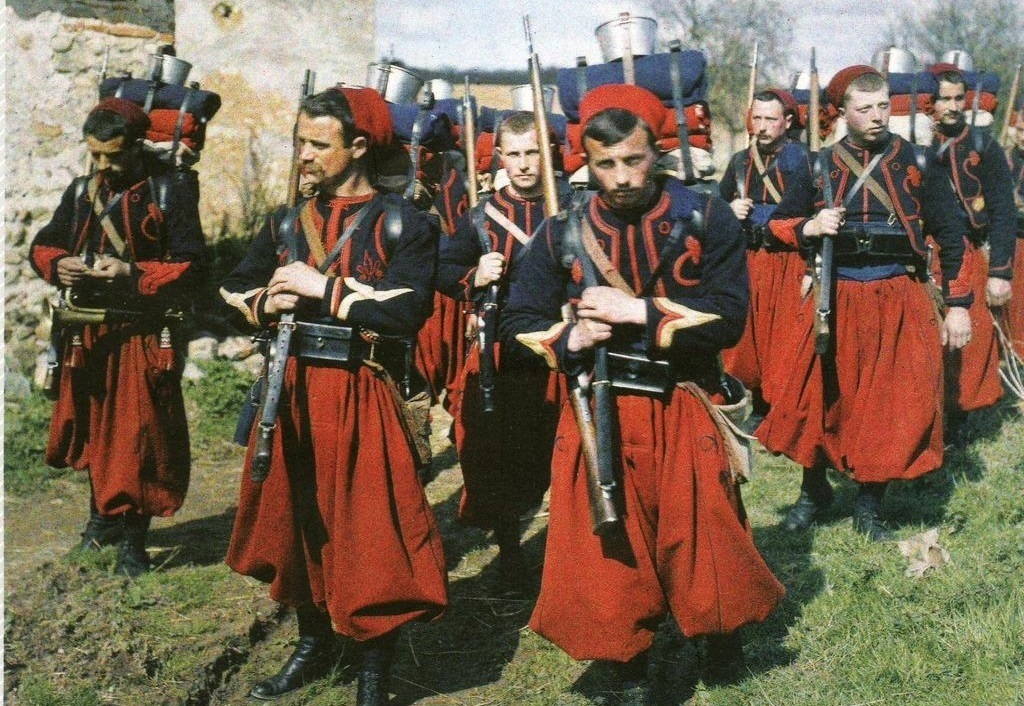
جنود زواف فرنسيون من فوج الزوافا الثالث عام 1914

عند اندلاع الحرب في أغسطس 1914، كان جيش إفريقيا في الجزائر وتونس يتألف من تسعة أفواج من التيرايلور الجزائريين، وأربعة من الزواف، وستة من مطاردات إفريقيا، وأربعة من الصبايحية، واثنان من الفيلق الأجنبي. في المغرب، كانت تسع عشرة كتيبة من التيرايلور، وتسعة من الزواف في الخدمة الفعلية، إلى جانب عناصر من الفيلق الأجنبي والمشاة الأفريقية الخفيفة. تم إرسال أعداد كبيرة من هذه القوات على الفور للخدمة في فرنسا، بشكل رئيسي من حاميات زمن السلم في الجزائر وتونس.
في عام 1914، كان 33000 جزائري مسلم يخدمون بالفعل مع الصبايحية والتيرايلور ووحدات أخرى من جيش إفريقيا. أثناء الحرب، تم تجنيد 137000 آخرين إما كمتطوعين (57000) أو كجنود في زمن الحرب (80000). من إجمالي 170.000، قُتل نحو 36.000.
في 22 أبريل 1915، تم توجيه أول استخدام ألماني لغاز الكلور على الجبهة الغربية ضد الفرقة 45 الفرنسية، والتي تتكون من الزواف، والتيرايلور الجزائرية والمشاة الأفريقية الخفيفة.

## الحرب العالمية الثانية
كما كان الحال في عام 1914، تم نقل أعداد كبيرة من الجيش الأفريقي إلى فرنسا عند اندلاع الحرب العالمية الثانية. في مايو 1940، كانت توجد في الجبهات نحو 14 فوجا من الزواف، و42 فوجًا من الفرسان الجزائريين والتونسيين والمغاربة، و12 فوجًا ونصف لواء من الفيلق الأجنبي الفرنسي، و13 كتيبة من مشاة إفريقيا الخفيفة.
بعد سقوط فرنسا، تم تخفيض جيش إفريقيا إلى مستوى 120.000 تحت توجيه المحور. ومع ذلك، كان الجنرال ماكسيم ويغان قادرًا على الحفاظ على وتدريب 60.000 رجل إضافي في شمال إفريقيا الفرنسية متنكرين في زي الشرطة المساعدة و«المجندين المؤقتين» و«العمال غير المسلحين».
منذ نهاية عام 1942، كان الجيش الإفريقي بقيادة الجنرال الفرنسي هنري جيرو في حملة تونس، قبل اندماجه مع القوات الفرنسية الحرة بقيادة الجنرال شارل ديغول. لعبت وحدات شمال إفريقيا بعد ذلك دورًا رئيسيًا في تحرير كورسيكا (سبتمبر - أكتوبر 1943) والحملة الإيطالية (1943-1944) في سلاح المشاة الفرنسي. خلال الحملات الفرنسية والألمانية في سنتي 1944 و1945، تم توسيع جيش إفريقيا إلى 260.000 رجل (بما في ذلك 50٪ من السكان الأصليين و50٪ من المستوطنين الفرنسيين البيض في شمال إفريقيا، أي الأقدام السوداء)،  بما في ذلك فرقة المشاة الآلية الأولى (الزواف والفيلق الأجنبي)، والفرقة المدرعة الأولى، وفرقة المشاة المغربية الثانية والرابعة (التيرايلور المغربية)، وفرقة المشاة الجزائرية الثالثة (التيرايلور الجزائرية والتونسية).

## الحرب الصينية-الهندية وثورة التحرير الجزائرية
واصل جيش أفريقيا تقديم جزء كبير من الجيش الفرنسي بين عامي 1945 و1962. خدم الفيلق الأجنبي والمتطوعون من أفواج التيرايلور المغربية والجزائرية والتونسية في حرب الهند الصينية بين عامي 1946 و1954، جنبًا إلى جنب مع تسعة تابعي من القومي المغاربة. قاتلت أربعة أفواج من الصبايحية المغاربة والجزائريين كوحدات مشاة أو نصف مجنزرة.
مع الاستقلال المغربي والتونسي في عام 1956، تم دمج الأفراد المسلمين من وحدات التيرايلور والصبايحية المعينين في كلا البلدين في جيوشهم الوطنية الجديدة. أدى هذا إلى تقليص جيش إفريقيا إلى فيلق أجنبي محترف بالكامل. على عكس الحرب في الهند الصينية، خيضت ثورة التحرير الجزائرية (1954-1962) إلى حد كبير من قبل المجندين والاحتياطيين من فرنسا نفسها.

## حرب ما بعد ثورة التحرير الجزائرية
باستثناء الفيلق الأجنبي المصغر وفوج واحد من الصبايحية، تم حل جميع أفواج جيش أفريقيا أو فقدوا هويتهم السابقة بين عامي 1960 و1965. تم الاحتفاظ بوحدة صغيرة من المشاة الأفريقية الخفيفة في أرض الصومال الفرنسية حتى أصبحت تلك المنطقة مستقلة في عام 1977. ومع ذلك، تم إعادة إنشاء فوج واحد لكل من الصيادين الأفارقة (بالفرنسية: Chasseurs d'Afrique) والتيرايلور والمدفعية للحفاظ على تقاليد فروعهم.

## الزي الرسمي

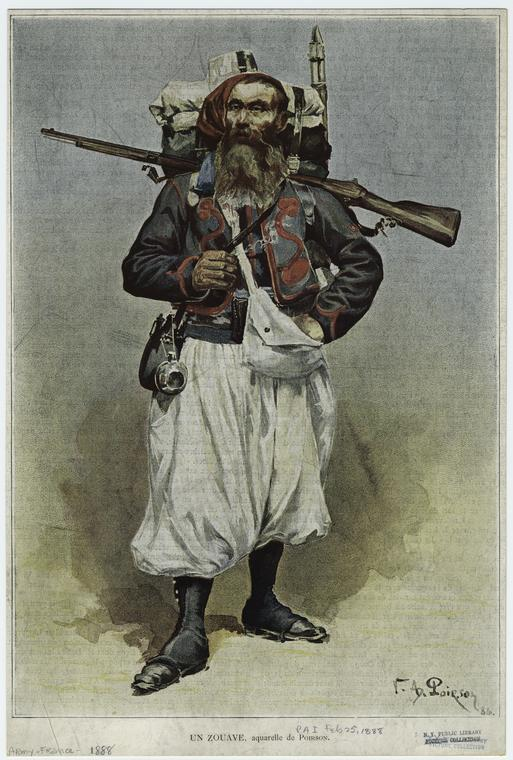
الزواف في عام 1888، يرتدي "الزي الشرقي" مع بنطال صيفي أبيض بدلاً من الأحمر المعتاد.

تنوع الزي الرسمي للفروع المختلفة التي يتألف منها جيش إفريقيا من «الزي الشرقي» للصبايحية والتيرايلور والزواف إلى الزي العسكري الفرنسي العادي لصيادي إفريقيا، والفيلق الأجنبي، والمشاة الأفريقية الخفيفة. حتى الوحدات الأخيرة تميزت بتفاصيل مثل الزنانير وأغطية الكيبي البيضاء والطرابيش (للصيادين) مما جعلها تبرز من بقية الجيش الفرنسي. وقد بقيت بعض هذه السمات كزي موكب حتى يومنا هذا؛ ولا سيما العباءات البيضاء والشارات الحمراء التي كان يرتديها الصبايحية الأولون، والكيبس الأبيض والزنانير الزرقاء للفيلق الأجنبي.
لا تزال فرقة "fanfare-nouba" (الفرقة الفوجية) التابعة للفوج الأول من التيرايلور ترتدي «الزي الشرقي» التقليدي بالكامل؛ تتألف من عمائم بيضاء، وسترات زرقاء فاتحة من طراز الزواف مضفرة بأزرار صفراء وحمراء، وبنطلون مغاربي عريض أزرق فاتح أو أبيض.

## الوحدات

### الوحدات الأوروبية
- الزواف
- صيادو أفريقيا[الإنجليزية]
- الفيلق الأجنبي الفرنسي
- كتائب المشاة الخفيفة الأفريقية[الإنجليزية]

### وحدات السكان الأصليين
- الصبايحية
- قوم (عسكر)